# Chrisnanne Wiegel
Chrisnanne Wiegel (Haarlem, 1955) is een Nederlands componist van filmmuziek.
Wiegel volgde twee jaar compositieleer aan de Schumann Akademie en daarop volgend twee masterclasses in Music Composition for Film & Television en Film Scoring bij Berklee Music.
Met Melcher Meirmans schreef hij muziek voor televisiecommercials en korte film. Later voegde Merlijn Snitker zich bij hen.
In 2005 schreef hij de muziek voor Het schnitzelparadijs van regisseur Martin Koolhoven. Hierna componeerde hij voor andere bekende films. Sinds 2012 werkt Wiegel steeds in een andere samenstelling met componisten samen naargelang de aard van het project.

## Filmografie
- 2005: Allerzielen (Segment: 72 maagden en Groeten uit Holland)
- 2005: Het schnitzelparadijs
- 2007: Alles is Liefde
- 2008: Hoe overleef ik mezelf?
- 2008: Los
- 2009: De indiaan
- 2009: Komt een vrouw bij de dokter
- 2009: Dossier K.
- 2010: Schemer
- 2010: Smoorverliefd
- 2010: Briefgeheim
- 2011: Mijn opa de bankrover
- 2011: Alle tijd
- 2011: Onder Ons
- 2011: Patatje oorlog
- 2011: Nova Zembla
- 2012: Jackie
- 2012: De Marathon
- 2013: Smoorverliefd
- 2013: Soof
- 2014: De behandeling
- 2014: 2/11 Het spel van de wolf
- 2014: Wonderbroeders
- 2014: Het leven volgens Nino
- 2014: Pak van mijn hart
- 2014: Bowling Balls
- 2015: Bloed, zweet & tranen
- 2015: De ontsnapping
- 2015: Ventoux
- 2016: Familieweekend
- 2016: De Zevende Hemel
- 2016: Soof 2
- 2016: Pippa
- 2017: Het tweede gelaat
- 2017: Charlie en Hannah gaan uit
- 2017: Oude liefde
- 2018: De matchmaker

## Overige producties

### Televisiefilms
- 2005: Storm
- 2009: Coach
- 2009: De Punt
- 2010: Sekjoeritie
- 2013: Lieve Céline
- 2016: Moos

### Televisieseries
- 2006: Fok jou!
- 2006: Taxi van Palemu
- 2007: Adriaan
- 2008: Het schnitzelparadijs
- 2010: Docklands
- 2012: Clan
- 2013: Connie & Clyde
- 2014: Jesses wereld
- 2015: De Fractie
- 2015: Amigo's